# ایسی فوتاماتا
ایسی فوتاماتا (انگلیسی: Issei Futamata؛ زادهٔ ۱۵ مارس ۱۹۵۵) صدا پیشهٔ اهل ژاپن است. وی از سال ۱۹۷۵ میلادی تاکنون مشغول فعالیت بوده‌است.